# Félix Defontaine
Pour les articles homonymes, voir Defontaine.
Paul-Émilien-Félix Defontaine, dit Félix Defontaine ou Paul Defontaine, né le 12 août 1858 à Vieux-Reng (Nord) et mort le 26 février 1918 à Fontenay-aux-Roses (Seine), est un médecin et homme politique radical-socialiste français.

## Biographie
Félix Defontaine, médecin depuis 1881, exerce à Maubeuge (Nord). Il est conseiller municipal de Louvroil (Nord). Il est élu député en 1893 dans la 2e circonscription d'Avesnes face au député sortant Ernest Herbecq et reste député du Nord de 1893 à 1918, siégeant sur les bancs radicaux socialistes. 
Durant son mandat, en 1899, il devient le porte-parole de la Ligue de Défense du Travail National présidée par Philippe Dannely, ouvrier mouleur à Louvroil et ancien vice-président de la Chambre syndicale des ouvriers métallurgistes du bassin de Mauberge. Cette organisation a pour but de défendre le "travail national" face à la concurrence de main-d'œuvre étrangère notamment belge en provenance des régions frontalières.  
En 1910, il est conseiller général du canton de Maubeuge-Sud. De 1914 à 1917, il est retenu comme otage par les allemands.
Mais sa santé s'est gravement altérée pendant sa captivité et il meurt à Fontenay-aux-Roses le 26 février 1918 avant d'avoir atteint 60 ans.

## Sources
- « Félix Defontaine », dans le Dictionnaire des parlementaires français (1889-1940), sous la direction de Jean Jolly, PUF, 1960 [détail de l’édition]